# Hart Foundation
Palmarès
3 fois champion du monde par équipes de la WWF (2 fois pour Bret Hart et Jim Neidhart et une fois pour Owen Hart et The British Bulldog)
1 fois champion intercontinental de la WWF (Owen Hart)
1 fois champion du monde poids lourd de la WWF (Bret Hart)
La Hart Foundation est un clan de catcheurs (lutteurs professionnels) principalement constitué des membres de la même famille, la famille Hart, et dont les différentes formations se comptent de 1985 jusqu'à 1997 à la World Wrestling Federation (WWF).
C'est d'abord une équipe composé de Bret Hart et Jim Neidhart managé par Jimmy Hart. Ils remportent à deux reprises le championnat du monde par équipes de la WWF. L'équipe se sépare car Hart fait carrière seul.
Neidhart fait ensuite équipe avec Owen Hart et se font appeler la New Foundation entre 1991 et 1992.
La Hart Foundation se reforme en 1997 avec The British Bulldog et Brian Pillman qui s'ajoutent aux frères Hart et à Neidhart.

## LaHart Foundation(1985-1991)
En 1984, Stu Hart qui est le père de Bret Hart et le beau-père de Jim Neidhart vend la Stampede Wrestling à la World Wrestling Federation (WWF). Dans l'accord de vente, Hart demande que la WWF engage plusieurs catcheurs de sa fédération dont son fils Bret et son gendre Jim Neidhart.
Ils commencent à lutter chacun de leur côté, Bret incarnant un cowboy tandis que Jim a Mr. Fuji comme manager,. Hart déteste son gimmick de cowboy et va même jusqu'à menacer de quitter la WWF. Les bookers décident alors de mettre les deux beaux-frère ensemble et ont Jimmy Hart comme manager.

## The (New) Hart Foundation

### Carrière
La Hart Foundation reformée était un clan nationaliste  pro-canadien qui a vu le jour après WrestleMania 13 en 1997, où Bret Hart battait Steve Austin dans un Submission Match. Les fans, dans le contexte d'un match, se retournaient contre Bret et commençaient à encourager Steve Austin, qui était le anti-hero rebelle, faisait ce qu'il voulait, quand il voulait. À la suite de leur nouvel amour trouvé avec Austin, les fans se retournaient contre Bret Hart, causant ainsi une "guerre nord-américaine". Bret Hart en réponse se retournait contre les fans et se réunissait avec Jim Neidhart et recrutait Owen Hart, The British Bulldog, et Brian Pillman pour former la nouvelle Hart Foundation.
Ce clan était opposé aux États-Unis, et dégradait même ce pays alors qu'il ventait le Canada et l'Europe (d'où chaque membre provenait). La New Hart Foundation rammenait habituellement le drapeau canadien et britannique pour leurs matchs, et dans leurs promos ils parlaient de leur dégoût pour les États-Unis et ses habitants en général, causant ainsi les réactions des fans et fainsant de la New Hart Foundation (et Bret Hart en particulier) impopulaire aux States.
L'un des grands moments de la Hart Foundation en 1997 était le match par équipe à 10 qui s'est déroulé à Calgary, Alberta au Canada le 6 juillet 1997 à In Your House: Canadian Stampede. Dans ce match, toute la Hart Foundation affrontait l'équipe de Steve Austin, Road Warriors Hawk & Animal, Ken Shamrock, et Goldust. À la fin, Owen Hart effectuait le tombé sur Steve Austin. Toute la famille Hart venait sur le ring et célébrait.
Le clan a connu beaucoup de succès, remportant tous les titres de la WWF qu'ils pouvaient avoir à l'époque, incluant le WWF Championship, WWF Intercontinental Championship, WWF World Tag Team Championship et le WWF European Championship.
La nouvelle Hart Foundation fut finalement dissoute fin 1997. Pillman fut retrouvé mort d'une malformation cardiaque non détectée le 5 octobre, le jour de In Your House: Badd Blood. Au pay-per-view suivant, le Survivor Series, Bret (qui quittait la WWF pour rejoindre la World Championship Wrestling) perdit le WWF Championship dans le fameux "Montréal Screwjob". Neidhart et Smith décidèrent eux aussi de partir à la suite de cet incident, mais Owen préféra rester car il ne pouvait pas rompre son contrat.

### Membres
- Bret Hart
- Jim Neidhart
- Owen Hart
- Brian Pillman
- Davey Boy Smith

### Palmarès
- World Wrestling Federation
  - WWF Championship : Bret Hart
  - Intercontinental Championship : Owen Hart
  - WWF Tag Team Championship : Owen Hart & Davey Boy Smith, Bret Hart & Jim Niedhart
  - WWF European Championship : Davey Boy Smith
- Wrestling Observer
  - Rivalité de l'année 1997– The Hart Foundation vs. Stone Cold Steve Austin

## The Hart Foundation 2.0
En 2002, Teddy Hart (le neveu de Bret et Owen Hart) formait la "Hart Foundation 2.0" avec son cousin Harry Smith (le fils de Davey Boy Smith et Diana Hart), T.J. Wilson, Nattie Neidhart (fille de Jim Neidhart) et Jack Evans à la Stampede Wrestling.